# Carl Clauberg
Ne doit pas être confondu avec Carl Oberg.
Carl Clauberg, né le 28 septembre 1898 à Wupperhof (appartenant maintenant à Leichlingen), mort le 9 août 1957 à Kiel, est un médecin nazi ayant mené des expériences sur les femmes des camps d'Auschwitz et Ravensbrück.  

## Biographie

### Origine et formation
Carl Clauberg naît à proximité de Cologne d'un père coutelier, d'une famille modeste d'artisans des métaux. Pendant la Première Guerre mondiale, Clauberg sert dans un régiment prussien d'infanterie de ligne. En novembre 1917, il est fait prisonnier de guerre par les Anglais pour être libéré en septembre 1919.
À son retour, il reprend ses études, passe brillamment son Abitur et entame sa médecine. Son cursus universitaire le conduit à Kiel, puis à Hambourg et enfin à Graz. En 1925, la faculté de médecine de Kiel lui décerne le titre de docteur en médecine.

### Carrière médicale
Il devient médecin-assistant dans le service de gynécologie de l'université de Kiel dirigé par le professeur Robert Schröder (de) où il effectue des recherches sur les hormones sexuelles féminines.
En février 1933, il est à l'Université de Königsberg où il travaille sous la direction du professeur Felix von Mikulicz-Radecki (de) jusqu'en janvier 1940,.
En 1937, il devient professeur de gynécologie à la faculté de Königsberg. Il mène de nombreuses expériences médicales sur des animaux, pour devenir une autorité internationale dans le domaine de la recherche hormonale. Il met au point le fameux « test de Clauberg » (test de grossesse par injection d'urine de la femme testée à la lapine immature, pour déceler l'action de la progestérone).
De 1940 à 1945, il est médecin-chef du service de gynécologie de l'hôpital des mineurs de Königshütte (Haute-Silésie). Il a de fréquents démêlés avec la direction de l'hôpital à cause de ses absences, mais il se retranche derrière le secret d'État, arguant qu'il est chargé de missions particulières. Il cumule d'autres fonctions de direction : service de gynécologie de l'hôpital Saint-Hedwig, toujours à Königshütte et d'une maison d'accouchements à Bielschowitz devenu Bielszowice (en).
Durant la Seconde Guerre mondiale, il effectue des expériences gynécologiques sur les déportées du camp de Ravensbrück et d'Auschwitz-Birkenau, pratiquant une stérilisation de masse par injection de produits caustiques sur les femmes juives et tsiganes,.

### Carrière politique et militaire
En avril 1933, il rejoint les rangs du parti national-socialiste lorsque celui-ci parvient au pouvoir. Devenu un fervent militant, il est nommé SA-SanitätsSturmführer en 1933, et SA-Sanitäts-Obersturmführer (équivalent de médecin-lieutenant dans l'armée française) en 1937.
Son ascension est remarquablement rapide : en 1940, il est finalement Gruppenführer (équivalent de général de division  dans l'armée française) dans la SS. Il reçoit l'insigne d'or du parti, décoration réservée aux militants nazis les plus méritants.
Durant la guerre, il est en contact régulier direct avec Heinrich Himmler à propos de la stérilisation de masse des femmes juives.

### Après la guerre
À la fin de la guerre, Clauberg tente de s'échapper vers l'ouest, mais dans le Schleswig-Holstein, il est capturé par les soviétiques le 8 juin 1945. En juillet 1948, il est condamné à Moscou pour crimes contre l'humanité à 25 ans de prison,.
Le 11 octobre 1955, à la suite de l'accord Adenauer-Boulganine sur le rapatriement des prisonniers de guerre, il revient libre en Allemagne de l'Ouest. Devant la presse et la télévision, il se présente comme un martyr, professeur éminent de gynécologie et chercheur accompli dans le domaine du « contrôle des naissances ». Il exprime son souhait de trouver une secrétaire pour continuer ses recherches,.
Il est aussitôt reconnu par des survivants des camps d'Auschwitz et Ravensbrück. Le 21 novembre 1955, il est accusé par la justice allemande d'« avoir infligé des dommages corporels graves » à des femmes juives et tziganes. Ce chef d'accusation a été choisi car la loi allemande ne permettait guère de l'accuser de meurtre ou crime contre l'humanité ; il a paru plus efficace de s'appuyer sur le témoignage de plus d'une trentaine de victimes survivantes,.
En 1956, un débat éclate dans la presse pour savoir si Carl Clauberg peut conserver son titre de médecin en attendant le résultat de son procès. Le 29 octobre 1956, le Comité international d'Auschwitz et les médecins détenus survivants d'Auschwitz font appel, dans une lettre ouverte, à l'opinion publique internationale pour demander à la médecine allemande de se désolidariser publiquement de Clauberg.
En avril 1957, Carl Clauberg est radié de l'Association médicale allemande, sur la base de l'acte d'accusation du tribunal de Kiel. La chambre des médecins de la République Fédérale Allemande déclare alors :

« qu'elle se distinguait de façon absolue de quelques médecins qui, pendant le IIIe Reich, sous la demande du pouvoir d'alors, se sont prêtés à des crimes contre l'humanité et à des fautes contre le devoir éthique de la médecine »

Le 9 août 1957, Carl Clauberg meurt dans sa cellule d'une crise cardiaque, quelques semaines avant l'ouverture de son procès,.

## L'homme

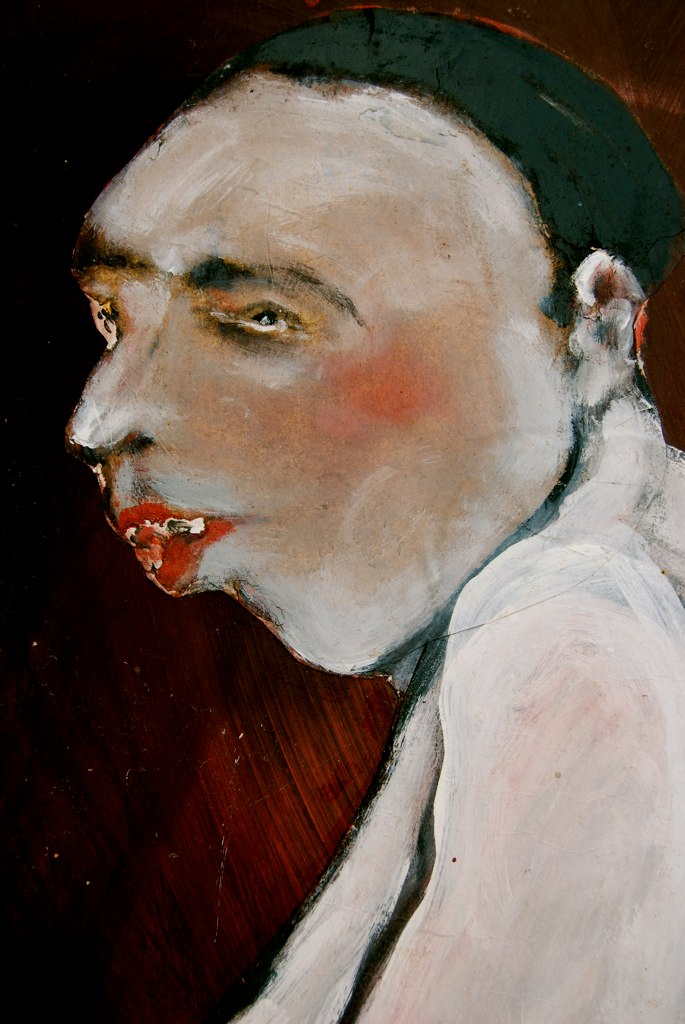
Dr Carl Clauberg "The beast" (1985), par le peintre expressionniste Stefan Krikl.

Carl Clauberg est doté d'un physique ingrat : un corps puissant mais de petite taille (1,54 m), surmonté d'une grosse tête de plus en plus chauve. Selon le témoignage d'Adélaïde Hautval, Clauberg est d'aspect ridicule : « un civil, petit homme chauve, coiffé d'un chapeau tyrolien et chaussé de bottes ».
D'autres remarquent une apparence inquiétante ou une expression cruelle, ce qui n'a pas été une gêne pour la réussite de sa carrière. Ambitieux, Clauberg se comporte aussi en homme d'affaires avisé, en lien avec la firme pharmaceutique Schering-Kahlbaum,.
Son rêve est de porter au plus haut sa position sociale et financière en devenant le directeur d'un gigantesque « Centre biologique » dit « La Ville des Mères ». Il propose un complexe de centres de maternité associés à un grand institut de recherches sur la reproduction humaine, et ce pour tout le IIIe Reich. Il en pose les bases en 1944 à Königsdorf en Haute-Silésie mais ce projet est interrompu par l'avancée des troupes russes,.
Selon Yves Ternon : « Cette habileté et cette facilité à concilier son idéal et ses intérêts est un comportement typique du médecin SS, comme du SS ».

## Essais de stérilisation féminine à Auschwitz et Ravensbrück

### Contexte
Lors de l'arrivée des nazis au pouvoir en 1933, la plupart des gynécologues et obstétriciens allemands adhèrent à leur programme de santé publique de natalité. Le Troisième Reich restreint étroitement le contrôle des naissances : l'objectif est d'obtenir des familles de quatre enfants. Au-delà, des médailles de bronze, d'argent et d'or récompensent les meilleures mères allemandes (l'or pour huit enfants). Cette politique démographique positive s'accompagne de mesures négatives pour réduire le nombre des inaptes, indésirables, et tous ceux des « races inférieures » en particulier les Juifs et les Tziganes.
Une politique de stérilisation contrainte est mise en place dès juillet 1933 concernant les patients d'une liste de neuf maladies dites héréditaires. En 1935, le mariage et toute relation sexuelle entre juifs et non-juifs sont interdits. En 1937, une stérilisation illégale (non promulguée par une loi) débute en visant les enfants roms et les bâtards de Rhénanie. Cette politique de stérilisation prend fin vers 1939, remplacée par une politique d'euthanasie qui ira jusqu'au génocide.
L'idée d'une stérilisation contrainte de masse des juifs apparait au début de 1941, lorsque la décision est prise de conquérir les territoires soviétiques, d'éliminer les populations juives qui s'y trouvent, mais aussi de les faire travailler. Le 28 mars 1941, Victor Brack écrit à Himmler :

« Sur 10 millions de Juifs en Europe, il y a au moins 2 à 3 millions d'hommes et de femmes capables de travailler. Considérant les difficultés extraordinaires que le problème du travail soulève, je suis d'avis que ces 2 à 3 millions soient spécialement choisis et préservés. Ceci ne peut être réalisé que s'ils sont en même temps rendus incapables de procréer »

Brack propose une méthode de « castration par rayons X », qui s'avère difficile à mettre en œuvre. Les autorités nazies et Himmler en particulier sont alors à la recherche du meilleur procédé de stérilisation massive, susceptible de stériliser le maximum de femmes juives en un minimum de temps.

### Discussions préparatoires et prise de décision
Lorsque la guerre éclate en 1939, Clauberg n'est pas mobilisé (il est officier de réserve) et poursuit ses recherches à Königshütte (aujourd'hui Chorzów en Pologne). Son domaine est la stérilité (aux deux pôles : le traitement de la stérilité et la stérilisation). Dès 1940 il est relation avec Heinrich Himmler et lui fait part de ses projets. Clauberg mène des expérimentations animales de stérilisation par injection intratubaire (directement dans les trompes) d'une solution de formaldéhyde, ce qui provoque une inflammation de la muqueuse tubaire, puis une sclérose cicatricielle entrainant obturation des trompes et stérilité.
Son idée est une méthode non chirurgicale, le produit doit être introduit par le col de l'utérus, mais pour cela il faut un produit radio-opaque servant de porteur au formol afin qu'un contrôle radiologique des trompes soit possible. Clauberg choisit un produit de la Schering-Kahlbaum, une préparation de sulfate de baryum.
En mai 1941, il parvient à convaincre Ernst-Robert Grawitz, médecin-chef de la SS, qui demande à Himmler de fournir une dizaine de femmes afin que Clauberg puisse poursuivre ses recherches. Les négociations s'étendent sur un an. Himmler propose des détenues de Ravensbrück, mais Clauberg  préfère celles d'Auschwitz pour des raisons de proximité par rapport à ses recherches menées à Königshütte.
En mai 1942, Clauberg adresse alors directement à Himmler un projet détaillé. Pour le séduire, Clauberg parle aussi d'expérience de nutrition et de ferme expérimentale sur les questions de stérilité, car Himmler est ingénieur agronome de formation et féru de diététique.
Deux mois plus tard, une conférence du plus haut niveau a lieu les 7 et 8 juillet 1942 au Quartier général du Führer de Berlin. Elle réunit outre Clauberg et Himmler, Richard Glücks, inspecteur général des camps de concentration, et Karl Gebhardt, médecin personnel d'Himmler. Il est décidé, sous le sceau du secret, que le camp d'Auschwitz est mis à la disposition de Clauberg comme station de recherches (sujets d'expériences et tout matériel nécessaire) ,.
Le 10 juillet 1942, Rudolf Brandt écrit à Clauberg pour lui demander, de la part d'Himmler, de préciser le délai nécessaire pour la stérilisation de mille juives, les juives elles-mêmes n'en devant rien savoir. Himmler va même jusqu'à proposer un « test de vérification » en enfermant une juive avec un juif,.

### Mise en place
Clauberg arrive à Auschwitz le 20 août 1942 pour s'entretenir avec Rudolf Höss, commandant du camp et lui exposer ses besoins. Il sera assisté par le médecin-chef du camp, Eduard Wirths. Il débute ses expérimentations en automne 1942, d'abord sur quelques femmes dans le bloc 30 du camp des femmes d'Auschwitz-Birkenau.

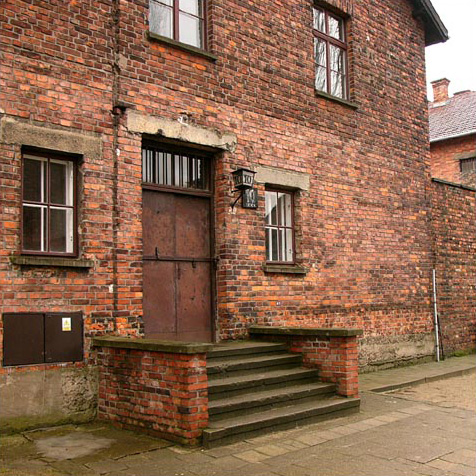
Le bloc 10 ou bloc Clauberg, à Auschwitz en 2008.

Clauberg trouve que le bloc 30 n'est pas assez moderne et choisit un autre bloc pour installer les femmes et le matériel. En mars 1943, les expériences s'effectuent dans le bloc 10 aménagé du camp des hommes (Auschwitz I). Le bloc 10 est désigné comme « Construction d'un service de radiologie, laboratoire du Professeur Clauberg » ou « bloc Clauberg ».
Le bloc 10 abrite en permanence 200 à 400 femmes qui y restent plusieurs mois. Clauberg exige un secret absolu. La plupart des femmes sont sélectionnées dès leur arrivée en train, selon des critères précis : en âge de procréer, plutôt déjà mère (preuve de fécondité), en bonne santé, avec des menstruations régulières. Il s'agit de femmes surtout juives et tsiganes provenant de quatorze pays d'Europe, dont des françaises, belges, hollandaises, slovaques et allemandes,.
Le bloc 10 est surveillé par deux femmes SS le jour et verrouillé la nuit. Les femmes sont installées au premier étage sur des lits à trois niveaux dans deux salles aux fenêtres closes par des planches clouées. Les laboratoires et salles d'expérimentations se trouvent au rez-de-chaussée.

### La méthode Clauberg
Dans la politique globale nazie de stérilisation de masse des races dites inférieures, Clauberg invente une méthode qui porte son nom, la méthode Clauberg, qui consiste à injecter dans l'utérus des produits corrosifs. Himmler ayant insisté sur le fait que les femmes doivent être stérilisées à leur insu, les victimes ignorent l'objectif et le but de l'expérience, ainsi que la nature des produits injectés. Clauberg apporte avec lui sa petite fiole de produit toxique et veille jalousement sur le secret de sa composition.
Une des versions circulant chez les détenues est qu'il s'agit d'insémination artificielle, Clauberg l'ayant peut-être déclaré à quelques-unes de ses victimes. Le bloc 10 vit dans un « climat dantesque », comparé par la survivante Génia Obœuf à la « nef des fous ».

#### Procédures
Les expériences de Clauberg et de ses assistants (dont le chimiste Johannes Goebel (de) de la Schering-Kahlbaum ou de la Schering-Werke) se déroulent, en principe, de façon identique et sans analgésie.

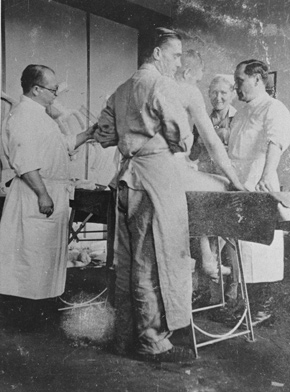
Carl Clauberg (à gauche) au bloc opératoire d'Auschwitz en 1942, à sa droite Horst Schumann en face d'Eduard Wirths.

Clauberg pratique d'abord dans un premier temps une hystérosalpingographie en utilisant un produit radio-opaque comme le Lipiodol (dérivé iodé). Avec la pénurie de produit iodé en temps de guerre, Clauberg utilisera du sulfate de baryum. Le but est de vérifier la perméabilité des trompes (possibilité mécanique de fécondation). Quelques jours après, il vérifie par de nouvelles radios qu'il en restait encore dans les trompes. Ce premier examen, effectué sans enquête préalable, comportait déjà des risques d'infections graves.
Dans un deuxième temps, Clauberg procède à la stérilisation proprement dite. L'injection est faite comme précédemment mais avec des produits toxiques dont la nature exacte est controversée. L'hypothèse la plus probable est qu'il s'agissait de formaldéhyde ou d'acide formique mélangé à un produit de contraste (lipiodol ou sulfate de baryum). Des témoins affirment qu'il s'agissait de nitrate d'argent.
Dans un troisième temps, un à deux mois plus tard, Clauberg réalise une dernière hystérosalpingographie pour vérifier qu'il avait bien obtenu une obstruction des trompes.
Ce protocole n'est pas toujours respecté. Des victimes de Clauberg disent qu'elles n'ont eu qu'une injection et pas de radios, d'autres avaient les deux premiers temps en un seul, ou la même femme avoir plusieurs injections stérilisantes.

#### Conséquences
Ces expériences sont très douloureuses et très souvent dangereuses. Outre les impressions de brûlure et de déchirure intra-abdominale lors de l'injection, les femmes avaient souvent des complications infectieuses à type de péritonite avec fièvre, vomissements, pertes fétides et hémorragiques (leucorrhée et métrorragie),. Les douleurs sont parfois telles qu'elles meurent par arrêt cardiaque.
D'autres doivent rester plusieurs mois alitées avec de la glace sur le ventre. La baisse soudaine du chiffre des détenues d'un jour à l'autre fait supposer des sélections pour les chambres à gaz du camp de concentration.
Dans une lettre du 7 juin 1943, malgré ses échecs et la mort d'environ 300 femmes, Clauberg fait un rapport élogieux à Himmler, assurant qu'il est proche d'atteindre son but. Il prétend, qu'avec sa méthode, un médecin ordinaire correctement entraîné, avec le matériel nécessaire et dix assistants, pourrait stériliser jusqu'à 1 000 femmes par jour,.
En réalité, il en est très loin, ses sujets d'expérience survivant de plus en plus rarement à ses méthodes,. Selon Ternon, le chiffre total des victimes de Clauberg est difficile à évaluer, probablement entre 700 et 1 000 (dont 300 au moins furent gazées).
En outre, Clauberg qui s'intéresse aussi au traitement de la stérilité, cherche à disposer de quelques femmes stérilisées pour sa propre clinique de Königshütte, afin d'effectuer des nouvelles expériences de désobstruction des trompes, ce qui lui est refusé.
Pour Clauberg, le coût humain n'existe pas, conformément à l'idéologie nazie. La déportation massive de certaines populations lui apporte régulièrement de nouveaux sujets pour ses expérimentations.
Parallèlement, Clauberg suit de près les travaux de Horst Schumann qui, mandaté par Victor Brack, travaille sur la stérilisation par irradiation aux rayons X, puis sur la castration chirurgicale à partir d'avril 1944. Les relations entre Clauberg et Schumann sont exécrables, car ils sont en double concurrence : sur la méthode de stérilisation et pour l'obtention des sujets d'expériences.
À la fin de 1944, Clauberg quitte Auschwitz, fuyant devant l'avance de l'Armée rouge. Lui et une partie de son équipe se replient sur le camp de Ravensbrück. Il y poursuit ses expériences sur les Tziganes, mais la progression des alliés le contraint à fuir à nouveau. Il est capturé le 8 juin 1945.

## Postérité

### Survivantes
En 1945-1946, plusieurs rescapées des expériences de Clauberg ont fait l'objet de publications dans la littérature médicale. À partir de 1955, pour la préparation de son procès, des rapports d'expertises et études très poussées sont menés pour indemniser les survivantes dont la liste exacte est connue avec précision.
Le traumatisme psychologique est tel que les experts hésitent à pratiquer des hystérographies. Dans quelques cas, l'obstruction complète des trompes est confirmée, dans de rares cas une grossesse ultérieure est possible. De nombreuses rescapées des camps déclarent avoir été stérilisées, mais il s'agissait en fait d'expériences de vaccination ou d'examens gynécologiques banaux. Il est probable que ces survivantes, ayant appris l'existence de stérilisations criminelles, ont cru de bonne foi en avoir été victimes elles-mêmes.

### Notoriété médicale
Du fait de ses travaux académiques d'avant-guerre (années 1930) Clauberg jouit d'une notoriété internationale en hormones féminines. Il est à l'origine de la mise au point de produits tels que le Proluton et le Progynon (en) utilisés dans le traitement de la stérilité. Son test de grossesse, dit de Clauberg, est d'utilisation courante en gynécologie jusqu'aux années 1960. Depuis 1945, Clauberg reste cité comme référence (éponymie) dans la littérature médicale.
Carl Clauberg et Josef Mengele sont deux médecins criminels nazis de notoriété opposée. Dans le milieu médical, le nom de Clauberg est connu alors que celui de Mengele n'a pas de valeur ; dans le grand public, le nom de Mengele est quasiment synonyme de Shoah alors que celui de Clauberg  reste ignoré, connu uniquement par des cercles étroits (médecins, historiens…). Pourtant, le nombre des expériences et des victimes de Clauberg est beaucoup plus élevé que celui de Mengele.
À partir de 2007, des médecins israéliens posent le problème des éponymes de médecins criminels nazis, en proposant une liste de 13 médecins dont les éponymies devraient être remplacées par celles de leurs victimes. Clauberg ne fait pas partie de cette liste. En 2012, il est proposé que le nom de Clauberg ne soit pas cité dans une revue biomédicale sans une note rappelant ses crimes contre l'humanité dans le camp de la mort d'Auschwitz.

### Autres
En août 2010, le musée d'Auschwitz annonce avoir reçu un legs de plus de 150 instruments médicaux provenant du camp d'Auschwitz et considérés comme ayant vraisemblablement été les outils de Carl Clauberg,.
Hors d'atteinte, le roman de Frédéric Couderc publié par Les Escales et Pocket révèle l'étendue des crimes perpétrés au sein du Block 10 par Clauberg et son complice SS Horst Schumann, fugitif en Afrique.